# Henrik Rhyn
Henrik Rhyn (* 11. Juli 1942 in Solothurn; † 31. Juli 2024) war ein Schweizer Schriftsteller, Erzähler, Schauspieler, Feature-Autor, Redakteur, Fernsehmoderator, Maler und Gestalter.

## Leben
Henrik Rhyn wuchs in Solothurn auf. Nach Abschluss der Berufslehre als Schaufensterdekorateur, einem Aufenthalt in Mailand (Pantomime) und Locarno (Ballett), absolvierte er eine Schauspielausbildung in Zürich. 1966 schloss er die Theaterausbildung ab, danach folgten Engagements an verschiedenen Schweizer Bühnen. Zudem wurde er für grosse Rollen in den Filmen Brot und Steine und Die schwarze Spinne engagiert. Als Schriftsteller schrieb er einige Hör- und Fernsehspiele. Von 1972 bis zu seiner Pensionierung 2002 war er in verschiedenen Funktionen bei Schweizer Radio DRS im Studio Bern angestellt. Bekannt wurde er durch seine über zweihundert Radio-Features. Daneben präsentierte er zwischen 1977 und 1983 als «Gastarbeiter» beim Schweizer Fernsehen DRS die Sendung Chumm und lueg. Viele Reisen führten ihn nach Amerika, Asien, Arktis und Antarktis. Zwischen 1985 und 1996 bereiste er auf fünf Expeditionen und Reisen Tibet und China. Ein schweizerisch-russisches Forscherteam begleitete er 2001 auf eine Altai-Expedition. Über all diese Reisen gestaltete er mehrere Bücher und aufwendige Features für Schweizer Radio DRS. An der Landesausstellung EXPO 02 war er als künstlerischer Leiter des Solothurner Kantonaltags für das Projekt Rock Barock verantwortlich. 
Henrik Rhyn arbeitete auch als Gestalter in Glas, Keramik, Bronze, Mosaik und als Maler und präsentierte seine Werke gelegentlich in Einzelausstellungen im kleinen Rahmen.

## Werke

### Schweizer Radio DRS
- 1971 «Der Neueintritt». Hörspiel (SR DRS, BBC, ORF, RSR)
- 1972 «S Schpiegu-Ei». Hörspiel (SR DRS)
- 1977–78 Hrsg. einer 21-teiligen Sendereihe «Schweizer Literatur»
- 1978 «Zwischen Check-in und Check-out». Hörspiel (SR DRS, SFB, ORF, BBC u. a.)
- 1980 Hrsg. einer 10-teiligen Sendereihe «Dichtung und Wahrheit»
- 1980–84 Hrsg. Kassettenbriefe 1. Teil (mit Schweizer Autoren, immer über die Sprachgrenzen hinweg) 2. Teil (mit Schweizer und US-amerikanischen Autoren)
- 1985 Hrsg. einer 10-teiligen Sendereihe «Frieden»
- 1985–86 Hrsg. einer 12-teiligen Sendereihe «Emigrantenliteratur»

Zudem entstanden zahlreiche Features und Wortsendungen für Schweizer Radio DRS.

### Schweizer Fernsehen DRS
- Dr Göyferlätsch (Fernsehspiel SF DRS)
- Chumm und Lueg[5] (Fernsehen SF DRS)

### Theaterstücke
- Schpieguei – eine Groteske[6]
- McGodot – eine Komödie

### Filme
- Brot und Steine[7]
- Die schwarze Spinne

### Bücher
Quelle:
- Unsere Alpen. Editions Mondo, Vevey 1988, ISBN 2-88168-042-9.
- Schritte in Tibet - Trekking zum Orakelsee. Edition Hans Erpf, Bern 1991, ISBN 978-3-905517-34-7.
- Om: Eine Geschichte aus Tibet. 2. Auflage. Autorinnenverlag, Bern 1999, ISBN 3-905110-14-8.
- Jubiläumsbuch des Berner Schriftstellervereins. Eigenverlag,, 1999.
- Logbuch eines Rentiers. 1. Auflage. Pro Business, Berlin 2007, ISBN 978-3-939430-71-1.
- Ogüst - Geschichten aus Dörflingen. Eigenverlag, 2012.
- Die Zeit der Fuchsenhöhle. Eigenverlag, 2014.
- Der siebte Himmel. Eigenverlag, 2015.
- Augenblicke. Eigenverlag, 2015.
- Süssholz. Eigenverlag, 2016.
- Die Nordwestpassage im Anthropozän. Eigenverlag, 2017.
- Meine schöne Falsche. Eigenverlag, 2018.
- Paradise Bay. Eigenverlag, 2019.
- Adam und Evo. Schweizer Literaturgesellschaft, Zug 2019, ISBN 978-3-03883-100-6.
- Kultur Natur Deutschfreiburg Körperschaft (Hrsg.): Erinnert und erfunden – Va Gschücht zu Gschücht. Zytglogge Verlag, Basel 2019, ISBN 978-3-7296-5026-8.
- Aus der Zeit fallen – Meine Befindlichkeit in der Pandemie. Eigenverlag, 2021.
- Das Nebelmeerboot - Erzählung. Eigenverlag, 2023.

### Herausgeber
- Innehalten - siebzehn Schweizer Autorinnen und Autoren in Romainmôtier. Edition Hans Erpf, 1987, ISBN 3-256-00107-6.
- Literarische Notizblätter über Bergfahrten. Verlag M+T-Helvetia Chur, 1988, ISBN 3-907036-09-3.
- Gasthausschildereien - literarische Notizen auf Papierservietten von fünfzehn Schweizer Autorinnen und Autoren. Edition Hans Erpf, 1991, ISBN 3-905517-07-8.
- Redefreiheit - ein Begriff. Edition Hans Erpf, 1991, ISBN 3-905517-22-1.

## Auszeichnungen
- Förderpreis Literarische Auszeichnungen der Stadt Bern 1974[9]
- Zürcher Radio und Fernsehpreis 1977[10]
- Prix Christophe Eckenstein
- Prix Mass Media der Fondation Christophe Eckenstein
- Berner Radio Preis 1990[11]
- Preis für Kulturvermittlung Kanton Solothurn

## Ämter und Mandate
- Solothurner Literaturtage, Gründungs- und Vorstandsmitglied, Programmkommission[12]
- Mitveranstalter bei diversen Tagungen der „Waldegg-Stiftung“[3]
- Präsident der Kulturkommission des SAC 1986 – 1995[3]
- Präsident des Berner Schriftsteller Vereins 1991 – 2000[3]
- Expo 02, Künstlerischer Leiter des Solothurner Kantonaltages[13]